# Delias poecila
Delias poecila är en fjärilsart som beskrevs av Snellen van Vollenhoven 1865. Delias poecila ingår i släktet Delias och familjen vitfjärilar. Inga underarter finns listade i Catalogue of Life.